# V1280 Скорпиона
V1280 Скорпиона (или Новая Скорпиона 2007) — новая звезда, наблюдавшаяся в феврале 2007 года в созвездии Скорпиона, к югу от M62. Новая звезда имела 9-ю видимую звёздную величину в момент обнаружения независимо друг от друга Юдзи Накамурой и Юкио Сакураи в Японии 4 февраля, к 17 февраля объект достиг пика звёздной величины, равного 3,9.
Об обнаружении было объявлено Международным Астрономическим союзом в Телеграмме No. 835 и Циркуляре No. 8803.
Спустя 23 дня после открытия новой были обнаружены пылевые образования в выбросах вещества, поэтому объект отнесли к CO-новым. Пиковые значения пылевых образований наблюдались между 36 и 45 днями после вспышки вследствие ветра, в основном испущенного спустя 10,5 дней после вспышки. На 100 день наблюдалось уярчение, соответствующее второму этапу потери массы. По оценкам скорость расширения пылевой оболочки вокруг новой составила около 350 км/с. Спустя три месяца после вспышки видимая звёздная величина снизилась до 15, но после уярчения оставалась до 2008 года на уровне 10 звёздной величины. По оценкам, общее количество выброшенной пыли составило около 30 масс Земли.